# Zmajeva kuća (televizijska serija)
Zmajeva kuća (eng. House of the Dragon) američka je televizijska serija koju su stvorili Ryan J. Condal i George R. R. Martin.
Prequel Igre prijestolja (2011.-2019.), serija se temelji na djelu Georgea R. R. Martina iz 2018. godine Vatra i krv i smještena je dvjesto godina prije događaja originalne serije, serija donosi početak raspada kuće Targaryen, događaji koji su prethodili i pokrivali Targaryenski rat nasljeđivanja, poznat kao "Ples zmajeva".
U lipnju 2024., uoči premijere druge sezone, serija je obnovljena za treću sezonu.

## Radnja
Viserys I Targaryen je peti kralj Sedam kraljevina. Poznat je kao prijateljski, ljubazan i pošten čovjek, kojeg je Veliko vijeće izabralo da naslijedi svog djeda Jaehaerysa I. Princeza Rhaenyra najstarija je kći Viserysa, "jahačica zmajeva" i očekuje da će postati prva vladajuća kraljica Sedam kraljevina. Međutim, njezino imenovanje dovode u pitanje njezin mlađi polubrat Aegon II i njezin ujak Daemon, stručni jahač zmajeva i neusporediv ratnik koji rukuje Valyrijinim čeličnim mačem nazvanim "Tamna sestra", koji mu je dao Jaehaerys I.

## Glumačka postava
| Glumac           | Lik                       | Pojavljivanje  | Pojavljivanje |
| Glumac           | Lik                       | 1. sezona      | 2. sezona     |
| ---------------- | ------------------------- | -------------- | ------------- |
| Paddy Considine  | Kralj Viserys I Targaryen | Glavna uloga   |               |
| Matt Smith       | Daemon Targaryen          | Glavna uloga   | Glavna uloga  |
| Emma D'Arcy      | Rhaenyra Targaryen        | Glavna uloga   | Glavna uloga  |
| Milly AlcockY    | Rhaenyra Targaryen        | Glavna uloga   |               |
| Rhys Ifans       | Otto Hightower            | Glavna uloga   | Glavna uloga  |
| Steve Toussaint  | Corlys Velaryon           | Glavna uloga   | Glavna uloga  |
| Eve Best         | Rhaenys Targaryen         | Glavna uloga   | Glavna uloga  |
| Sonoya Mizuno    | Mysaria                   | Glavna uloga   | Glavna uloga  |
| Fabien Frankel   | Criston Cole              | Glavna uloga   | Glavna uloga  |
| Olivia Cooke     | Alicent Hightower         | Glavna uloga   | Glavna uloga  |
| Emily Carey      | Alicent Hightower         | Glavna uloga   |               |
| Graham McTavish  | Harrold Westerling        | Glavna uloga   |               |
| Matthew Needham  | Larys Strong              | Glavna uloga   | Glavna uloga  |
| Jefferson Hall   | Jason Lannister           | Glavna uloga   | Glavna uloga  |
| Jefferson Hall   | Tyland Lannister          | Glavna uloga   | Glavna uloga  |
| Harry Collett    | Jacaerys Velaryon         | Glavna uloga   | Glavna uloga  |
| Tom Glynn-Carney | Aegon II Targaryen        | Glavna uloga   | Glavna uloga  |
| Ewan Mitchell    | Aemond Targaryen          | Glavna uloga   | Glavna uloga  |
| Phia Saban       | Helaena Targaryen         | Glavna uloga   | Glavna uloga  |
| Bethany Antonia  | Baela Targaryen           | Glavna uloga   | Glavna uloga  |
| Phoebe Campbell  | Rhaena Targaryen          | Glavna uloga   | Glavna uloga  |
| Kurt Egyiawan    | Orwyle                    | Sporedna uloga | Glavna uloga  |
| Kieran Bew       | Hugh                      |                | Glavna uloga  |
| Abubakar Salim   | Alyn of Hull              |                | Glavna uloga  |
| Tom Taylor       | Cregan Stark              |                | Glavna uloga  |

### Glavna
- Paddy Considine kao Kralj Viserys I Targaryen: Peti kralj Sedam kraljevina. Poznat kao "prijateljski, ljubazan i pošten", Viserysa je Veliko vijeće izabralo da naslijedi svog djeda, Jaehaerysa I Targaryena.
- Emma D'Arcy kao Princeza Rhaenyra Targaryen: prvorođena kći Viserysa, čiste valyrianske krvi, jahačica zmajeva koja očekuje da će postati prva vladajuća kraljica Sedam kraljevina.
  - Milly Alcock kao mlađa verzija Rhaenyre
- Matt Smith kao Princ Daemon Targaryen: Nasljednik željeznog prijestolja, mlađi je brat kralja Viserysa, nećak kralja Jaehaerysa i ujak princeze Rhaenyre. Također je neusporediv ratnik i stručni jahač zmajeva.
- Olivia Cooke kao Lady Alicent Hightower: Kći Otta Hightowera, odrasla i odgajana u Crvenoj utvrdi u blizini Kralja i njegovog najužeg kruga. Poznata kao najatraktivnija žena Sedam kraljevina.
  - Emily Carey kao mlađa verzija Alicent
- Steve Toussaint kao Lord Corlys Velaryon: Poznat kao "Morska zmija", lord kuće Velaryon i najpoznatiji pustolovac u povijesti Westerosa.
- Eve Best kao Princeza Rhaenys Velaryon: jahačica zmajeva i žena lorda Corlysa Velaryona, “Kraljica koja nikad nije bila”, nominirana je za nasljednika svog djeda, kralja Jaehaerysa, koji je preferirao njezinog rođaka Viserysa, čisto zato što je bio muško.
- Fabien Frankel kao Ser Criston Cole: Vješt mačevalac, sin je sluge lorda Blackhavena.
- Sonoya Mizuno kao Mysaria: Plesačica podrijetlom iz Lysa koja postaje ljubavnica, saveznica princa Daemona.
- Rhys Ifans kao Ser Otto Hightower: Otac Alicent, prvi princ kralja, koji služi kralju Viserysu i kraljevstvu. On je nemilosrdni politički suparnik princu Daemonu.
- Graham McTavish kao Ser Harrold Westerling: Sadašnji zapovjednik Kraljevske straže koji je služio kralju Jaehaerysu. On je zadužen za čuvanje i zaštitu princeze Rhaenyre.
- Matthew Needham kao Larys Strong
- Jefferson Hall kao Lord Jason Lannister / Ser Tyland Lannister
- Harry Collett kao Princ Jacaerys "Jace" Velaryon
- Tom Glynn-Carney kao Princ Aegon Targaryen
- Ewan Mitchell kao Princ Aemond Targaryen
- Phia Saban kao Princeza Helaena Targaryen
- Bethany Antonia kao Lady Baela Targaryen
- Phoebe Campbell kao Lady Rhaena Targaryen
- Kurt Egyiawan kao Veliki meštar Orwyle: Meštar Citadele koji zamjenjuje Mellosa kao Veliki meštar u malom vijeću kralja Viserysa I Targaryena i nastavlja obnašati svoju dužnost pod kraljem Aegonom II Targaryenom.
- Kieran Bew kao Hugh, kovač Kraljevstva Grudobran.
- Abubakar Salim kao Alyn of Hull: mornar u službi Kuće Velaryon
- Tom Taylor kao Lord Cregan Stark (season 2): Mladi gospodar Oštrozimlja, glava kuće Stark i upravitelj Sjevera.

### Sporedna
- Harry Collett kao Prince Jacaerys Velaryon
- Ryan Corr kao Ser Harwin Strong
- David Horovitch kao Grand Maester Mellos
- Wil Johnson kao Ser Vaemond Velaryon
- John Macmillan kao Ser Laenor Velaryon
  - Theo Nate kao mlađa verzija Laenora
- Bill Paterson kao Lord Lyman Beesbury
- Gavin Spokes kao Lord Lyonel Strong
- Savannah Steyn kao Lady Laena Velaryon
- Phil Daniels kao meštar Gerardys: Meštar Zmajevog Kamena. On je dio vijeća lordova i vitezova koji podržavaju Rhaenyrino pravo na prijestolje poznato kao Crno vijeće.

## Pregled serije
Prva sezona sastoji se od deset epizoda, a prikazana je istovremeno američkom kanalu HBO i na streaming platformi HBO Max od 21. kolovoza do 23. listopada 2022. Druga sezona će krenuti sa prikazivanjem na kanalu HBO i platformi Max 16. lipnja 2024.
U Hrvatskoj serija se premijerno prikazuje od 22. kolovoza 2022. u ranojutarnjim satima istovremeno na kanalu HBO i streaming platformi HBO Max. Druga sezona će krenuti sa prikazivanjem 17. lipnja 2024.
| Sezona | Sezona | Epizode | Epizode | Originalno emitiranje | Originalno emitiranje |
| Sezona | Sezona | Epizode | Epizode | Premijera             | Finale                |
| ------ | ------ | ------- | ------- | --------------------- | --------------------- |
|        | 1.     | 10      | 10      | 21. kolovoza 2022.    | 23. listopada 2022.   |
|        | 2.     | 8       | 8       | 16. lipnja 2024.      | 4. kolovoza 2024.     |

### Prva sezona (2022.)
| Br. u seriji | Br. u sezoni | Hrvatski i engleski naslov                           | Redatelj           | Scenarist                  | Prvo prikazivanje   | Prikazivanje u Hrvatskoj |
| ------------ | ------------ | ---------------------------------------------------- | ------------------ | -------------------------- | ------------------- | ------------------------ |
| 1.           | 1.           | "The Heirs of the Dragon" / "Zmajevi nasljednici"    | Miguel Sapochnik   | Ryan Condal                | 21. kolovoza 2022.  | 22. kolovoza 2022.       |
| 2.           | 2.           | "The Rogue Prince" / "Odmetnuti princ"               | Greg Yaitanes      | Ryan Condal                | 28. kolovoza 2022.  | 29. kolovoza 2022.       |
| 3.           | 3.           | "Second of His Name" / "Drugi svog imena"            | Greg Yaitanes      | Gabe Fonseca & Ryan Condal | 4. rujna 2022.      | 5. rujna 2022.           |
| 4.           | 4.           | "King of the Narrow Sea" / "Kralj Uskog mora"        | Clare Kilner       | Ira Parker                 | 11. rujna 2022.     | 12. rujna 2022.          |
| 5.           | 5.           | "We Light the Way" / "Mi osvjetljavamo put"          | Clare Kilner       | Charmaine DeGraté          | 18. rujna 2022.     | 19. rujna 2022.          |
| 6.           | 6.           | "The Princess and the Queen" / "Princeza i kraljica" | Miguel Sapochnik   | Sara Hess                  | 25. rujna 2022.     | 26. rujna 2022.          |
| 7.           | 7.           | "Driftmark" / "Strujotrag"                           | Miguel Sapochnik   | Kevin Lau                  | 2. listopada 2022.  | 3. listopada 2022.       |
| 8.           | 8.           | "The Lord of the Tides" / "Gospodar valova"          | Geeta Vasant Patel | Eileen Shim                | 9. listopada 2022.  | 10. listopada 2022.      |
| 9.           | 9.           | "The Green Council" / "Zeleno vijeće"                | Clare Kilner       | Sara Hess                  | 16. listopada 2022. | 17. listopada 2022.      |
| 10.          | 10.          | "The Black Queen" / "Crna kraljica"                  | Greg Yaitanes      | Ryan Condal                | 23. listopada 2022. | 24. listopada 2022.      |

### Druga sezona (2024.)
| Br. u seriji | Br. u sezoni | Hrvatski i engleski naslov                             | Redatelj       | Scenarist     | Prvo prikazivanje | Prikazivanje u Hrvatskoj |
| ------------ | ------------ | ------------------------------------------------------ | -------------- | ------------- | ----------------- | ------------------------ |
| 11.          | 1.           | "A Son for a Son" / "Sin za sina"                      | Alan Taylor    | Ryan Condal   | 16. lipnja 2024.  | 17. lipnja 2024.         |
| 12.          | 2.           | "Rhaenyra the Cruel" / "Rhaenyra Okrutna"              | Clare Kilner   | Sara Hess     | 23. lipnja 2024.  | 24. lipnja 2024.         |
| 13.          | 3.           | "The Burning Mill" / "Mlin u plamenu"                  | Geeta Patel    | David Hancock | 30. lipnja 2024.  | 1. srpnja 2024.          |
| 14.          | 4.           | "The Red Dragon and the Gold" / "Crveni i zlatni zmaj" | Alan Taylor    | Ryan Condal   | 7. srpnja 2024.   | 8. srpnja 2024.          |
| 15.          | 5.           | "Regent" / "Regent"                                    | Clare Kilner   | Ti Mikkel     | 14. srpnja 2024.  | 15. srpnja 2024.         |
| 16.          | 6.           | "Smallfolk" / "Pučani"                                 | Andrij Parekh  | Eileen Shim   | 21. srpnja 2024.  | 22. srpnja 2024.         |
| 17.          | 7.           | "The Red Sowing" / "Crvena sjetva"                     | Loni Peristere | David Hancock | 28. srpnja 2024.  | 29. srpnja 2024.         |
| 18.          | 8.           | "The Queen Who Ever Was" / "Legendarna kraljica"       | Geeta Patel    | Sara Hess     | 4. kolovoza 2024. | 5. kolovoza 2024.        |

## Produkcija

### Razvoj
Između 2017. i 2019. godine Bryan Cogman radio je na spin-offu, da bi otkazivanje projekta najavio u travnju 2019. godine. U rujnu 2019. objavljeno je da je HBO zainteresiran za snimanje prequel serije čiji su kreatori Martin i Ryan Condal usredotočujući se na dinastiju Targaryen, nastavljajući projekt koji je Cogman već osmislio 2017. godine. Ovaj prequel, pod nazivom House of the Dragon, potvrđen je 29. listopada 2019. Serija će se sastojati od 10 epizoda i izvršni producenti su Martin, Vince Gerardis, Condal i Miguel Sapochnik.
26. kolovoza 2022., pet dana nakon premijere, serija je obnovljena za drugu sezonu.
U kolovozu 2022. objavljeno je da Miguel Sapochnik napušta seriju nakon prve sezone kao redatelj i co-showrunner, ali ostaje izvršni producent. Rekavši: "Bilo je nevjerojatno teško se odlučiti za odlazak, ali znam da je to pravi izbor za mene, osobno i profesionalno." Alan Taylor, koji je režirao nekoliko epizoda Igre prijestolja, pridružuje se drugoj sezoni kao izvršni producent i redatelj. U lipnju 2024., uoči premijere druge sezone, serija je obnovljena za treću sezonu.

#### Razlike u odnosu na roman
U romanima se Kuća Velaryon općenito opisuje kao da ima "srebrno-zlatnu kosu, blijedu kožu i ljubičaste oči", slično Targaryenima. Međutim, Condal i Sapochnik željeli su svojim castingom uključiti više rasne raznolikosti. Igra prijestolja kritizirana je zbog nedostatka raznolike glumačke ekipe i guranja kulturnih stereotipa. Kao rezultat toga, kuća Velaryon u seriji prikazana je kao skupina bogatih crnih vladara s jakom mornaricom. Prema Condalu, Martin je, dok je pisao romane, razmišljao o tome da Velaryoni postanu Kuća Crnih aristokrata koji su putovali u Westeros. Vatra i krv napisan je u stilu povijesne knjige povjesničara u svemiru s detaljima dinastije Targaryen i građanskog rata koji je uslijedio. Romani Pjesme leda i vatre su slični, a svako poglavlje napisano je u ograničenoj perspektivi trećeg lica sa stajališta lika. Kao rezultat tome, neki izvještaji o događajima se mijenjaju ili razlikuju, što pripovjedača čini nepouzdanim iz čitateljeve perspektive. U nastojanju da gledateljima učine priču jasnijom, scenaristi emisije odlučili su prikazati događaje u knjigama kronološkim redoslijedom iz perspektive trećeg lica.

### Casting
U srpnju 2020. započeo je casting za seriju. U listopadu 2020. glumačkoj postavi pridružio se Paddy Considin kao Viserys Targaryen. U prosincu 2020. glumačkoj postavi pridružila se Olivia Cooke kao Alicent Hightower, Emma D'Arcy kao Rhaenyra Targaryen i Matt Smith kao Daemon Targaryen.
Dana 24. travnja 2023., Gayle Rankin, Simon Russell Beale, Freddie Fox i Abubakar Salim najavljeni su kao dio glumačke ekipe druge sezone u ulogama Alys Rivers, Ser Simon Strong, Ser Gwayne Hightower i Alyn of Hull.

### Snimanje
Rad na prvoj sezoni serije započeo je u travnju 2021. godine. Serija je snimana uglavnom u Velikoj Britaniji. Tijekom posljednjeg tjedna travnja 2021. snimanje se odvijalo u Cornwallu. Dodatno snimanje obavljeno je u Španjolskoj i Kaliforniji. Zmajeva kuća bila je prva produkcija snimljena u Leavesdenovom novom virtualnom studiju. Proizvodnja je 18. srpnja 2021. prekinuta na dva dana zbog pozitivnog slučaja bolesti COVID-19. Kuća zmaja snimljena je u pokrajini Cáceres, zapadnoj Španjolskoj, između 11. i 21. listopada 2021. Od 26. do 31. listopada snimanje se odvijalo u Portugalu u dvorcu Monsanto. Proizvodnja je završila u veljači 2022. godine.
Snimanje druge sezone započelo je 11. travnja 2023. u studiju Warner Brosa, Leavesden u Watfordu i preselilo se u Cáceres 18. svibnja 2023. Serija se nastavila snimati tijekom štrajka SAG-AFTRA, zapravo, iako je serija nastala u Sjedinjenim Državama, uglavnom britanska glumačka ekipa djeluje prema lokalnim propisima koje je odredila unija Equity. Snimanje je završeno 29. rujna 2023.

### Glazba
| 1.     | »Main Title«                    | 1:45 |
| 2.     | »The Heirs of the Dragon«       | 2:27 |
| 3.     | »Reign of the Targaryens«       | 1:31 |
| 4.     | »Rhaenyra's Welcome«            | 1:39 |
| 5.     | »A Pack of Hounds«              | 2:57 |
| 6.     | »The Tournament«                | 1:51 |
| 7.     | »An Impossible Choice«          | 1:34 |
| 8.     | »The Rogue Prince«              | 1:43 |
| 9.     | »The Prince That Was Promised«  | 4:34 |
| 10.    | »Compromise and Consequences«   | 2:53 |
| 11.    | »The Power of Prophecy«         | 2:36 |
| 12.    | »Trouble in the Stepstones«     | 2:25 |
| 13.    | »Surrender«                     | 4:14 |
| 14.    | »King of the Narrow Sea«        | 6:17 |
| 15.    | »Lanterns at Nightfall«         | 5:00 |
| 16.    | »Whatever May Come«             | 2:38 |
| 17.    | »House Velaryon«                | 2:38 |
| 18.    | »The Green Dress«               | 2:50 |
| 19.    | »First Dance«                   | 1:05 |
| 20.    | »Celebration Dance«             | 2:14 |
| 21.    | »Targaryen Dance«               | 1:54 |
| 22.    | »We Light the Way«              | 2:47 |
| 23.    | »Destiny«                       | 2:56 |
| 24.    | »Pass Judgement«                | 4:20 |
| 25.    | »Funeral by the Sea«            | 3:00 |
| 26.    | »Daemon and Rhaenyra«           | 2:41 |
| 27.    | »Aemond Rides Vhagar«           | 3:10 |
| 28.    | »The Hard Truth«                | 2:31 |
| 29.    | »Sealed in Fire and Blood«      | 4:10 |
| 30.    | »Protector of the Realm«        | 3:15 |
| 31.    | »The Silent Sisters«            | 3:23 |
| 32.    | »The Language of Girls«         | 1:42 |
| 33.    | »A Warning«                     | 2:29 |
| 34.    | »Lament«                        | 3:26 |
| 35.    | »Fate of the Kingdoms«          | 3:25 |
| 36.    | »Interests of the Realm«        | 3:52 |
| 37.    | »Coronation«                    | 1:14 |
| 38.    | »Dragons Will Rule the Kingdom« | 1:36 |
| 39.    | »The Crown of Jaeharys«         | 3:19 |
| 40.    | »Dragons Do Not Fear Blood«     | 1:21 |
| 41.    | »Death and Rebirth«             | 1:36 |
| 42.    | »True Meaning of Loyalty«       | 3:16 |
| 43.    | »Bloodlines Will Burn«          | 4:25 |
| 44.    | »The Promise«                   | 2:11 |
| 123:05 |                                 |      |

### Jezik
Lingvist David J. Peterson iz Igre prijestolja vratio se kako bi nastavio svoj rad s umjetnim jezikom Visokog Valyriana. Emma D'Arcy kaže da je uživala u učenju ovog jezika, dok se Matt Smith u početku osjećao ustrašenim da ga nauči.

### Proračun
Ukupni proračun za produkciju prve sezone Zmajeve kuće iznosio je gotovo 200 milijuna američkih dolara (ispod 20 milijuna američkih dolara po epizodi). Za usporedbu, serija Igra prijestolja koštala je oko 100 milijuna američkih dolara po sezoni počevši od gotovo 6 milijuna američkih dolara po epizodi od prve do pete sezone, oko 10 milijuna američkih dolara za svaku epizodu u šestoj i sedmoj sezoni i do 15 milijuna američkih dolara svake epizode u svojoj osmoj i posljednjoj sezoni, zarađujući 285 milijuna američkih dolara dobiti po sezoni tijekom svojih osam sezona.

## Promocija
Prva službena najava za seriju objavljena je 5. listopada 2021., dok je prvi prošireni trailer objavljen 5. svibnja 2022.
Dana 2. studenoga 2023. objavljena je prva najava za drugu sezonu, koja će biti objavljena u lipnju 2024.

## Distribucija
Serija je debitirala 21. kolovoza 2022. istovremeno na kanalu HBO i na straming platformi HBO Max, dok se u Hrvatskoj prikazuje istovremeno na kanalu HBO i streaming platformi HBO Max.

## Reakcije

### Kritike
Na Rotten Tomatoesu prva sezona dobiva 84% pozitivnih profesionalnih recenzija, s prosječnom ocjenom 9 od 10 na temelju 580 kritičara, dok na Metacriticu ima ocjenu 68 od 100 na temelju 42 recenzije.

### Gledanost
Dan nakon premijere serije, HBO objavio je da je epizodu gledalo 9.99 milijuna gledatelja u SAD-u prve noći dostupnosti, uključujući i gledatelje sa HBO-a i streaminga na HBO Maxu; ovo je najveća publika za debi televizijske serije u povijesti kabelske televizije.
Snažna javna potražnja uzrokovala je pad HBO Maxa za tisuće korisnika, posebno onih povezanih preko Amazon Fire TV uređaja. Web stranica Downdetector je izvijestila o 3.700 slučajeva nereagiranja na zahtjev.

## Vanjske poveznice
- Službena stranica na hbo.com
- Zmajeva kuća u internetskoj bazi filmova IMDb-a